# Synagoge (Trstená)

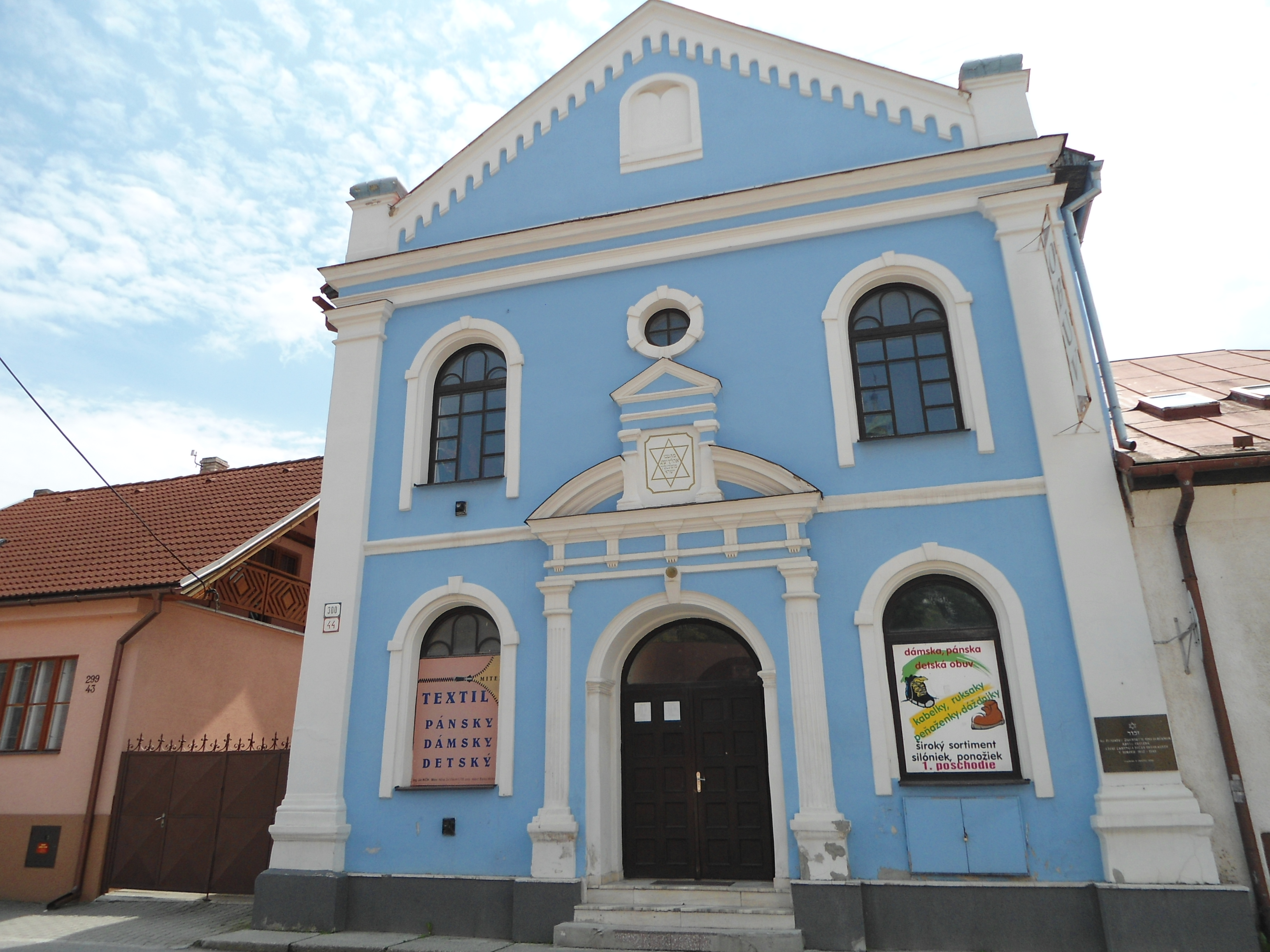
Synagoge (2014)

Die Synagoge in Trstená, einer Stadt im Norden der Slowakei nahe der Grenze zu Polen, wurde 1839 erbaut.
Das Gebäude wurde nach dem Zweiten Weltkrieg stark umgebaut und beherbergt nun Geschäfte auf zwei Etagen. Dabei zeigt aber besonders das Äußere deutlich die frühere Verwendung. Die Frontfassade ist in drei Ebenen unterteilt, wobei sich am Giebel die Gesetzestafeln befinden und über der Tür (im Stil von Barock und Renaissance) ein Davidstern. Die Stockwerke haben je zwei Rundbogenfenster sowie über dem Davidstern ein Okulus. Im Inneren weisen noch vier gusseiserne Pfeiler auf die Frauenempore hin.